# Tomaševo
Tomaševo (cyr. Томашево) – wieś w Czarnogórze, w gminie Bijelo Polje. W 2011 roku liczyła 244 mieszkańców.